# Naraian Pandit (fabulista)
Naraian Pandit o Narayana (Bengala, siglo XI a XIV) fue un brahmán indio, autor del libro en sánscrito llamado Hitopadesha, una de la más antiguas colecciones de fábulas ―principalmente sobre animales parlantes― en todo el mundo.
Las últimas líneas del libro indican el nombre del autor como Naraianá Panditá:
नारायणेन प्रचरतु रचितः संग्रहोsयं कथानाम्
nārāyaṇēna pracharatu rachitaḥ saṅgrahōsiaṁ kathānām
‘de Naraianá el método de composición de reunir relatos’
Naraian Pandit era el poeta de Dhawal Chandra, un rey de Bengala.
El primer y último sloka (‘verso’) del libro indican la profunda fe de Naraian Pandit en el dios Sivá.

## Nombre
- nārāyaṇápaṇḍitá, en el sistema AITS (alfabeto internacional para la transliteración del sánscrito).
- नारायणपण्डित, en escritura devanagari del sánscrito.
- Pronunciación: /naraianá[1] panditá/,[2]
  - /naráian pándit/ en idioma hindí.
  - /noróian póndit/ en idioma bengalí moderno.
- Etimología: 
  - nārāyaṇá: ‘el hijo del Varón original [Dios]’ (patronímico de nará [‘varón, Dios’]).[1]
  - paṇḍitá: ‘erudito’. Podría provenir del término spandita (‘actividad [de la mente], poner en movimiento, temblor’)[2]

## Datación
No se conoce exactamente su época. Existe un manuscrito del Hitopadesh en idioma nepalí de 1373.
También menciona a Naraian Pandit un escritor llamado Garolayi, del siglo XIV.
Así que Naraian Pandit debió haber vivido entre el siglo XI[cita requerida] y el siglo XIV.